# رشال عملاق
رشال عملاق (الاسم العلمي: Hydrocynus goliath ) (بالإنجليزية: Giant tigerfish)‏ هو نوع من الأسماك يتبع جنس الرشال من فصيلة أسماك الراي.